# شخصية فرعية
يشير مصطلح الشخصية الفرعية، في علم النفس التجاوزي، إلى الحالة المزاجية للشخصية التي تظهر (تظهر بصورة مؤقتة) لتتيح للشخص فرصة مواكبة أنواع معينة من المواقف النفسية. وكما في حالة العقدة النفسية، قد تضم الحالة المزاجية مجموعة من الأفكار والمشاعر والأعمال وعلم وظائف الأعضاء وغيرها من عناصر السلوك البشري وذلك لـ عرض حالة مزاجية معينة ذاتيًا تعمل على رفض حالات نفسية معينة. ويشتمل الشخص العادي على نحو عشر شخصيات فرعية.
ويختلف مصطلح الشخصية الفرعية عن مصطلح تعدد الشخصية الفصامي (الذي كان يعرف سابقًا باسم: اضطراب تعدد الشخصية) من حيث إنه في مفهوم الشخصيات الفرعية يقتصر الأمر فقط على شخصيات أو أجزاء من الشخصية الكلية، بينما يتميز تعدد الشخصية الفصامي بشخصيتين مستقلتين ومميزتين (على الأقل)؛ حيث تتميز كلٌ منها بأنماط تفاعل مع البيئة الخاصة بها. وتتميز الشخصيات الفرعية بقدرتها على تصور الوعي باعتباره شيئًا منفصلًا عن تلك الشخصيات، فضلًا عن الصورة الداخلية المرتبطة بتلك العناصر. عرّف الفيلسوف المتخصص في علم النفس التجاوزي الأمريكي كين ويلبر الشخصيات الفرعية بأنها «مظاهر ذاتية وظيفية تساهم في اجتياز حالات نفسية واجتماعية معينة.» فعلى سبيل المثال، إذا تعرض ناقد متشدد للأفكار الاجتهادية، والغضب، والمشاعر العليا، والكلمات الانتقادية، والإجراءات العقابية، و/أو الفسيولوجيا المكثفة عندما تكون الشخصية في مواجهة مع عصمتها الخاصة و/أو عصمة الآخرين، فعندها تظهر الشخصية الفرعية للناقد المتشدد للعيان في محاولة للتماشي مع موقف المواجهة.

## الشخصيات الفرعية في العلاج النفسي
من وجهة نظر مختلفة بعض الشيء: تنظر العديد من المدارس المتخصصة في العلاج النفسي لـ الشخصيات الفرعية باعتبارها بنى أو كيانات نفسية ثابتة نسبيًا والتي تؤثر على كيفية شعور الشخص، وإدراكه، وتصرفه، والطريقة التي ينظر بها لنفسه أو نفسها. وعلى مدار تاريخ العلاج النفسي، قد عملت العديد من أشكال العلاج مع الشخصيات الفرعية. ومن الأساليب الأولى التي تناولت هذا الموضوع تحليل يونغ، والتركيب النفسي، والتحليل التجاوزي، وعلاج الجشتالت. ثم تلت هذه الأساليب بعض الأشكال الأخرى من العلاج بالتنويم المغناطيسي واستدعاء روح الطفل بداخلك الواردة في أعمال جون برادشو وآخرين. وقد ظهرت أشكال العلاج الأحدث التي ترتكز بشكل كبير على العمل مع الشخصيات الفرعية باستخدام أسلوب الحوار الصوتي، وعلاج حالة الأنا وأعمال جون روان كذلك، من أحدث أساليب علاج الشخصية الفرعية المنتشرة بشكل واسع علاج أنظمة العائلة الداخلية، الذي قام بوضعه ريتشارد شوارتز. فيعتقد ريتشارد أن تعدد الشخصية الفصامي يتغير في نفس السياق الذي يتغير به أجزاء أنظمة العائلة الداخلية (الشخصيات الفرعية)، غير أن الاختلاف الوحيد يكمن في أن التغيرات أصبحت أكثر استقطابًا وتنفصل عن بقية النظام الداخلي.